# Borovljani
Borovljani falu Horvátországban Kapronca-Kőrös megyében. Közigazgatásilag Kamarcsához tartozik.

## Fekvése
Kaproncától 8 km-re délkeletre, községközpontjától 6 km-re északnyugatra a Bilo-hegység lejtőin, a drávamenti főút mentén fekszik.

## Története
A falunak 1857-ben 133, 1910-ben 230 lakosa volt. Trianonig Belovár-Kőrös vármegye Kaproncai járásához tartozott. 2001-ben a 239 lakosa volt.

## Nevezetességei
A település északkeleti részén, a Gradina nevű helyen vár maradványai találhatók. A vár feltételezhetően egy kisebb erődítmény volt, melyből csak egy széles védőárokkal övezett 30x32 méteres ovális földhalom maradt meg. A vár építési ideje ismeretlen, írásos forrás nem említi.

## Külső hivatkozások
Kamarcsa község hivatalos oldala